# 小野幸一
小野 幸一（おの こういち、1972年5月13日 - ）は、鹿児島県出身の元プロ野球選手（投手）。

## 来歴・人物
鹿児島商業高では井上一樹の1年後輩。3年春は県大会で優勝し、九州大会では初戦で佐賀学園の若林隆信と投げ合って完封すると準々決勝では夏の甲子園で準優勝することになる沖縄水産にも完投勝利してベスト4。1990年のプロ野球ドラフト会議で広島東洋カープに2位指名され入団。
在籍4年間で一軍登板はなく、1994年に現役を引退した。長身で甘いマスクを活かして引退後はモデルに転身、その後はカード会社に就職した。

## 詳細情報

### 年度別投手成績
- 一軍公式戦出場なし

### 背番号
- 44 （1991年 - 1993年）
- 66 （1994年）